# Alphabaculovirus

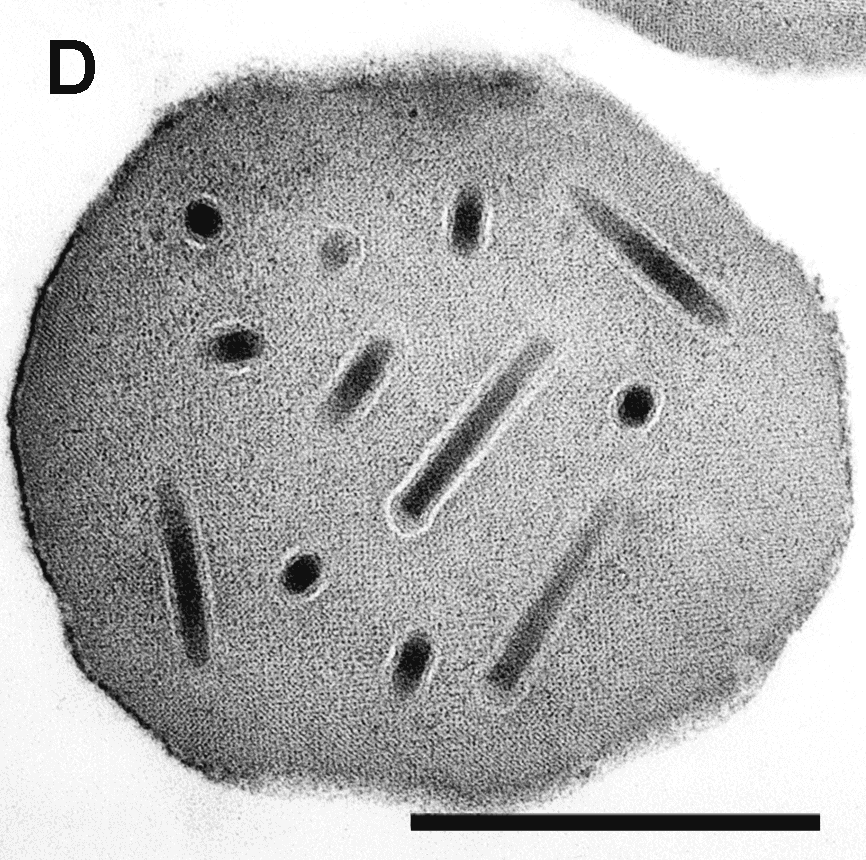
Cuerpos de oclusión de baculovirus del género Alphabaculovirus. Micrografías electrónicas de transmisión de cuerpos de oclusión de un único nucleopoliedrovirus de Trichoplusia ni que contienen virus derivados de la oclusión, compuestos por nucleocápsides múltiples y simples por envoltura. Escala: 0,5 μm.

Alphabaculovirus es un género de virus perteneciente a la familia Baculoviridae. Los huéspedes naturales de las especies de esta familia de virus son invertebrados, entre ellos insectos alados (lepidópteros, himenópteros, dípteros) y decápodos. Sin embargo, solo se han aislado especies de este género de insectos del orden Lepidoptera. Existen 68 especies en el género.

## Estructura
Los virus del grupo Alphabaculovirus tienen envoltura, con genomas circulares compuestos de 80 a 180 kbp de longitud. El genoma codifica entre 100 y 180 proteínas virales.
| Género          | Estructura       | Simetría | Cápside  | Disposición genómica | Segmentación genómica |
| --------------- | ---------------- | -------- | -------- | -------------------- | --------------------- |
| Alfabaculovirus | Gemado u ocluido |          | Envuelto | Circular             | Monopartito           |

## Ciclo de vida
La replicación del alfabaculovirus es de tipo nuclear. La entrada a la célula huésped se logra mediante la unión de glucoproteínas virales a los receptores del huésped, lo que media su endocitosis. La replicación sigue el modelo de replicación bidireccional del ADN bicatenario . El método de transcripción genética es la transcripción basada en plantilla de ADN con algún mecanismo de empalme alternativo. La traducción se realiza mediante escaneo con fugas. El virus sale de la célula huésped por exportación a los poros nucleares y permanece en cuerpos de oclusión tras la muerte celular, permaneciendo infeccioso hasta encontrar otro huésped. Los insectos alados, artrópodos, lepidópteros, himenópteros, dípteros y decápodos sirven como huéspedes naturales. Las vías de transmisión para estos insectos son fecal-oral.
| Género          | Detalles del anfitrión | tropismo tisular                                                                | Detalles de la entrada | Detalles del lanzamiento | Sitio de replicación | Lugar de montaje | Transmisión |
| --------------- | ---------------------- | ------------------------------------------------------------------------------- | ---------------------- | ------------------------ | -------------------- | ---------------- | ----------- |
| Alfabaculovirus | Insectos alados        | Intestino medio y luego hemocele; epitelio de la glándula digestiva (camarones) | Glicoproteínas         | Gemación; Oclusión       | Núcleo               | Núcleo           | Oral-fecal  |

## Taxonomía
El género contiene las siguientes especies, enumeradas por nombre científico y seguidas del virus ejemplar de cada especie:
- Alphabaculovirus adhonmai, Adoxophyes honmai nucleopolyhedrovirus
- Alphabaculovirus agipsilonis, Agrotis ipsilon multiple nucleopolyhedrovirus
- Alphabaculovirus agsegetum, Agrotis segetum nucleopolyhedrovirus A
- Alphabaculovirus alteragsegetum, Agrotis segetum nucleopolyhedrovirus B
- Alphabaculovirus alterchofumiferanae, Choristoneura fumiferana DEF multiple nucleopolyhedrovirus
- Alphabaculovirus alterchrincludentis, Chrysodeixis includens nucleopolyhedrovirus
- Alphabaculovirus alterhycuneae, Hypantria cunea nucleopolyhedrovirus B
- Alphabaculovirus altermyunipunctae, Mythimna unipuncta nucleopolyhedrovirus
- Alphabaculovirus altersperidaniae, Spodoptera eridania nucleopolyhedrovirus
- Alphabaculovirus alterspexiguae, Spodoptera exigua multiple nucleopolyhedrovirus
- Alphabaculovirus angemmatalis, Anticarsia gemmatalis multiple nucleopolyhedrovirus
- Alphabaculovirus anpernyi, Antheraea pernyi nucleopolyhedrovirus
- Alphabaculovirus ardigrammae, Artaxa digramma nucleopolyhedrovirus
- Alphabaculovirus aucalifornicae, Autographa californica multiple nucleopolyhedrovirus
- Alphabaculovirus bomori, Bombyx mori nucleopolyhedrovirus
- Alphabaculovirus busuppressariae, Buzura suppressaria nucleopolyhedrovirus
- Alphabaculovirus capomonae, Catopsilia pomona nucleopolyhedrovirus
- Alphabaculovirus chofumiferanae, Choristoneura fumiferana multiple nucleopolyhedrovirus
- Alphabaculovirus chomurinanae, Choristoneura murinana nucleopolyhedrovirus
- Alphabaculovirus chorosaceanae, Choristoneura rosaceana nucleopolyhedrovirus
- Alphabaculovirus chrincludentis, Pseudoplusia includens single nucleopolyhedrovirus
- Alphabaculovirus chrychalcites, Chrysodeixis chalcites nucleopolyhedrovirus
- Alphabaculovirus clabilineatae, Clanis bilineata nucleopolyhedrovirus
- Alphabaculovirus covestigialis, Condylorrhiza vestigialis multiple nucleopolyhedrovirus
- Alphabaculovirus crypeltasticae, Cryptophlebia peltastica nucleopolyhedrovirus
- Alphabaculovirus cycundantis, Cyclophragma undans nucleopolyhedrovirus
- Alphabaculovirus dijunonis, Dione juno nucleopolyhedrovirus
- Alphabaculovirus ecobliquae, Ectropis obliqua nucleopolyhedrovirus
- Alphabaculovirus eppostvittanae, Epiphyas postvittana nucleopolyhedrovirus
- Alphabaculovirus erankerariae, Erannis ankeraria nucleopolyhedrovirus
- Alphabaculovirus eupseudoconspersae, Euproctis pseudoconspersa nucleopolyhedrovirus
- Alphabaculovirus helarmigerae, Helicoverpa armigera nucleopolyhedrovirus
- Alphabaculovirus heleucae, Hemileuca sp. nucleopolyhedrovirus
- Alphabaculovirus hycuneae, Hyphantria cunea nucleopolyhedrovirus
- Alphabaculovirus hytalacae, Hyposidra talaca nucleopolyhedrovirus
- Alphabaculovirus lafiscellariae, Lambdina fiscellaria nucleopolyhedrovirus
- Alphabaculovirus leseparatae, Leucania separata nucleopolyhedrovirus
- Alphabaculovirus lonobliquae, Lonomia obliqua multiple nucleopolyhedrovirus
- Alphabaculovirus lydisparis, Lymantria dispar multiple nucleopolyhedrovirus
- Alphabaculovirus lyxylinae, Lymantria xylina multiple nucleopolyhedrovirus
- Alphabaculovirus mabrassicae, Mamestra brassicae multiple nucleopolyhedrovirus
- Alphabaculovirus maconfiguratae, Mamestra configurata nucleopolyhedrovirus A
- Alphabaculovirus mavitratae, Maruca vitrata nucleopolyhedrovirus
- Alphabaculovirus myunipunctae, Mythimna unipuncta nucleopolyhedrovirus
- Alphabaculovirus olmendosae, Olene mendosa nucleopolyhedrovirus
- Alphabaculovirus opbrumatae, Operophtera brumata nucleopolyhedrovirus
- Alphabaculovirus orleucostigmae, Orgyia leucostigma nucleopolyhedrovirus
- Alphabaculovirus orpseudotsugatae, Orgyia pseudotsugata multiple nucleopolyhedrovirus
- Alphabaculovirus oxochraceae, Oxyplax ochracea nucleopolyhedrovirus
- Alphabaculovirus pastagnalis, Parapoynx stagnalis nucleopolyhedrovirus
- Alphabaculovirus pavitrealis, Palpita vitrealis nucleopolyhedrovirus
- Alphabaculovirus peluscae, Perigonia lusca single nucleopolyhedrovirus
- Alphabaculovirus pesauciae, Peridroma species nucleopolyhedrovirus
- Alphabaculovirus ranus, Rachiplusia nu nucleopolyhedrovirus
- Alphabaculovirus raous, Rachiplusia ou multiple nucleopolyhedrovirus
- Alphabaculovirus speridaniae, Spodoptera eridania nucleopolyhedrovirus
- Alphabaculovirus spexemptae, Spodoptera exempta nucleopolyhedrovirus
- Alphabaculovirus spexiguae, Spodoptera exigua multiple nucleopolyhedrovirus
- Alphabaculovirus splittoralis, Spodoptera littoralis nucleopolyhedrovirus
- Alphabaculovirus spliturae, Spodoptera litura nucleopolyhedrovirus
- Alphabaculovirus spocosmioidis, Spodoptera cosmioides nucleopolyhedrovirus
- Alphabaculovirus spofrugiperdae, Spodoptera frugiperda multiple nucleopolyhedrovirus
- Alphabaculovirus sujujubae, Sucra jujuba nucleopolyhedrovirus
- Alphabaculovirus thorichlaceae, Thysanoplusia orichalcea nucleopolyhedrovirus
- Alphabaculovirus travishnous, Trabala vishnou gigantina nucleopolyhedrovirus
- Alphabaculovirus trini, Trichoplusia ni single nucleopolyhedrovirus
- Alphabaculovirus urprotei, Urbanus proteus nucleopolyhedrovirus
- Alphabaculovirus wisignatae, Wiseana signata nucleopolyhedrovirus